# Marius de Vries
Marius Van Wyk de Vries (* 1961 in London) ist ein britischer Musiker und Komponist, der fünfmal für den Grammy nominiert wurde und in den letzten zwei Jahrzehnten an zahlreichen Aufnahmen und Soundtracks mitarbeitete. Als Filmkomponist gewann er zwei BAFTA Awards sowie einen Ivor Novello Award.

## Karriere
Marius de Vries musikalische Karriere begann in den 1980ern als Keyboarder in der Pop-Soul Band The Blow Monkeys. Seitdem schrieb und produzierte er für verschiedenste Stile und Genres, unter anderem für Madonna, Björk, Rufus Wainwright, Neil Finn, Annie Lennox, Bebel Gilberto, David Gray, P J Harvey, U2, Massive Attack und Josh Groban. Im Jahr 2010 arbeitete er für Universal Records am zweiten Album Harmony des chinesischen Sängers Sa Dingding, das in Peking aufgenommen und in London gemixt wurde.
De Vries Karriere als Filmkomponist begann 1996 bei der Zusammenarbeit mit Nellee Hooper und Craig Armstrong an dem Soundtrack und der Filmmusik für William Shakespeares Romeo + Julia, für die er den BAFTA Award erhielt. Fünf Jahre später erhielt er für Moulin Rouge seinen zweiten BAFTA Award, eine Grammy-Nominierung sowie weitere Preise. Gemeinsam mit Henry Jackman, John Murphy und Ilan Eshkeri komponierte de Vries 2009 in acht Monaten vor allem moderne Stücke für die Filmmusik für Kick-Ass. 2010 arbeitete de Vries an Soundtrack und Score von Zack Snyders Action-Fantasy-Film Sucker Punch.
De Vries arbeitete gemeinsam mit Andrew Lloyd Webber an verschiedenen Musicals. So koproduzierte er 2004 das Album für Bombay Dreams. Auch bei dem Sequel zu Phantom der Oper, Liebe stirbt nie kümmerte er sich 2010 um die Produktion und orchestrale Arbeit.
Im Jahr 2016 arbeitete er in La La Land als Music Executive Producer sowie als Pilot Director mit.
Im Sommer 2024 wurde de Vries Mitglied der Academy of Motion Picture Arts and Sciences.

## Filmografie (Auswahl)
- 1999: Das Auge (The Eye of the Beholder)
- 2008: Easy Virtue – Eine unmoralische Ehefrau (Easy Virtue)
- 2010: Kick-Ass
- 2011: Sucker Punch
- 2015: Strange Magic
- 2018: Teen Spirit
- 2021: Coda
- 2021: Spin – Finde deinen Beat (Spin, Fernsehfilm)
- 2022: Nawalny
- 2023: Dicks: The Musical
- 2024: Bad Genius
- 2024: The End